# Чемпіонат УРСР із шахів 1951 (жінки)
11-й чемпіонат України із шахів серед жінок, що проходив у Києві в червні-липні 1951 року у приміщенні Київського шахово-шашкового клубу.

## Загальна інформація про турнір

### Відбіркові турніри
Як і в минулому році, перед фінальним турніром першості України були проведені три відбіркові півфінали — в Києві, Вінниці та Сталіно, у яких взяли участь 35 учасниць.
Півфіналом у Києві став чемпіонат столиці республіки, де переможницею була Коган (8½ із 10 очок), за нею фінішували: Вайсберг (8½), Махиня і Гольдберг(по (6½), Рубінчик і Добровольська (по 5½), Егельська (5) і т. д.
У двох інших півфіналах брали участь по 12 шахісток, які представляли п'ятнадцять різних міст та областей України. У півфіналі в Сталіно перемогу здобула студентка Харківського авіаційного інституту Лідія Хальзова, яка виграла в дев'яти партіях та дві партії звела внічию (10 очок з 11). Наступні місця посіли: Корсунська (Одеса), Русинкевич (Сталіно), Попович (Львів) — всі по 9 очок. За коефіцієнтом місця в фіналі здобули Русинкевич та Попович, але Корсунська також отримала право грати в фіналі після відмови Л. Хальзової.
У півфіналі у Вінниці перше місце посіла одеська студентка Поліна Шварцман, яка виграла 10 партій з 11, друге та третє місця розділили Поліщук (Ужгород) і Куксова (Чернівці). Однак у фіналі чемпіонату УРСР Поліна Шварцман участі не взяла.

### Фінальний турнір
|   | a | b | c | d | e | f | g | h |   |
| 8 | a8 чорна тура · c8 чорний слон · d8 чорний ферзь · e8 чорний король · h8 чорна тура · a7 чорний пішак · b7 чорний пішак · c7 чорний пішак · d7 чорний кінь · e7 чорний слон · f7 чорний пішак · g7 чорний пішак · h7 чорний пішак · f6 чорний кінь · e5 чорний пішак · c4 білий слон · e4 білий пішак · c3 білий кінь · f3 білий кінь · a2 білий пішак · b2 білий пішак · c2 білий пішак · f2 білий пішак · g2 білий пішак · h2 білий пішак · a1 біла тура · c1 білий слон · d1 білий ферзь · e1 білий король · h1 біла тура | a8 чорна тура · c8 чорний слон · d8 чорний ферзь · e8 чорний король · h8 чорна тура · a7 чорний пішак · b7 чорний пішак · c7 чорний пішак · d7 чорний кінь · e7 чорний слон · f7 чорний пішак · g7 чорний пішак · h7 чорний пішак · f6 чорний кінь · e5 чорний пішак · c4 білий слон · e4 білий пішак · c3 білий кінь · f3 білий кінь · a2 білий пішак · b2 білий пішак · c2 білий пішак · f2 білий пішак · g2 білий пішак · h2 білий пішак · a1 біла тура · c1 білий слон · d1 білий ферзь · e1 білий король · h1 біла тура | a8 чорна тура · c8 чорний слон · d8 чорний ферзь · e8 чорний король · h8 чорна тура · a7 чорний пішак · b7 чорний пішак · c7 чорний пішак · d7 чорний кінь · e7 чорний слон · f7 чорний пішак · g7 чорний пішак · h7 чорний пішак · f6 чорний кінь · e5 чорний пішак · c4 білий слон · e4 білий пішак · c3 білий кінь · f3 білий кінь · a2 білий пішак · b2 білий пішак · c2 білий пішак · f2 білий пішак · g2 білий пішак · h2 білий пішак · a1 біла тура · c1 білий слон · d1 білий ферзь · e1 білий король · h1 біла тура | a8 чорна тура · c8 чорний слон · d8 чорний ферзь · e8 чорний король · h8 чорна тура · a7 чорний пішак · b7 чорний пішак · c7 чорний пішак · d7 чорний кінь · e7 чорний слон · f7 чорний пішак · g7 чорний пішак · h7 чорний пішак · f6 чорний кінь · e5 чорний пішак · c4 білий слон · e4 білий пішак · c3 білий кінь · f3 білий кінь · a2 білий пішак · b2 білий пішак · c2 білий пішак · f2 білий пішак · g2 білий пішак · h2 білий пішак · a1 біла тура · c1 білий слон · d1 білий ферзь · e1 білий король · h1 біла тура | a8 чорна тура · c8 чорний слон · d8 чорний ферзь · e8 чорний король · h8 чорна тура · a7 чорний пішак · b7 чорний пішак · c7 чорний пішак · d7 чорний кінь · e7 чорний слон · f7 чорний пішак · g7 чорний пішак · h7 чорний пішак · f6 чорний кінь · e5 чорний пішак · c4 білий слон · e4 білий пішак · c3 білий кінь · f3 білий кінь · a2 білий пішак · b2 білий пішак · c2 білий пішак · f2 білий пішак · g2 білий пішак · h2 білий пішак · a1 біла тура · c1 білий слон · d1 білий ферзь · e1 білий король · h1 біла тура | a8 чорна тура · c8 чорний слон · d8 чорний ферзь · e8 чорний король · h8 чорна тура · a7 чорний пішак · b7 чорний пішак · c7 чорний пішак · d7 чорний кінь · e7 чорний слон · f7 чорний пішак · g7 чорний пішак · h7 чорний пішак · f6 чорний кінь · e5 чорний пішак · c4 білий слон · e4 білий пішак · c3 білий кінь · f3 білий кінь · a2 білий пішак · b2 білий пішак · c2 білий пішак · f2 білий пішак · g2 білий пішак · h2 білий пішак · a1 біла тура · c1 білий слон · d1 білий ферзь · e1 білий король · h1 біла тура | a8 чорна тура · c8 чорний слон · d8 чорний ферзь · e8 чорний король · h8 чорна тура · a7 чорний пішак · b7 чорний пішак · c7 чорний пішак · d7 чорний кінь · e7 чорний слон · f7 чорний пішак · g7 чорний пішак · h7 чорний пішак · f6 чорний кінь · e5 чорний пішак · c4 білий слон · e4 білий пішак · c3 білий кінь · f3 білий кінь · a2 білий пішак · b2 білий пішак · c2 білий пішак · f2 білий пішак · g2 білий пішак · h2 білий пішак · a1 біла тура · c1 білий слон · d1 білий ферзь · e1 білий король · h1 біла тура | a8 чорна тура · c8 чорний слон · d8 чорний ферзь · e8 чорний король · h8 чорна тура · a7 чорний пішак · b7 чорний пішак · c7 чорний пішак · d7 чорний кінь · e7 чорний слон · f7 чорний пішак · g7 чорний пішак · h7 чорний пішак · f6 чорний кінь · e5 чорний пішак · c4 білий слон · e4 білий пішак · c3 білий кінь · f3 білий кінь · a2 білий пішак · b2 білий пішак · c2 білий пішак · f2 білий пішак · g2 білий пішак · h2 білий пішак · a1 біла тура · c1 білий слон · d1 білий ферзь · e1 білий король · h1 біла тура | 8 |
| 7 | a8 чорна тура · c8 чорний слон · d8 чорний ферзь · e8 чорний король · h8 чорна тура · a7 чорний пішак · b7 чорний пішак · c7 чорний пішак · d7 чорний кінь · e7 чорний слон · f7 чорний пішак · g7 чорний пішак · h7 чорний пішак · f6 чорний кінь · e5 чорний пішак · c4 білий слон · e4 білий пішак · c3 білий кінь · f3 білий кінь · a2 білий пішак · b2 білий пішак · c2 білий пішак · f2 білий пішак · g2 білий пішак · h2 білий пішак · a1 біла тура · c1 білий слон · d1 білий ферзь · e1 білий король · h1 біла тура | a8 чорна тура · c8 чорний слон · d8 чорний ферзь · e8 чорний король · h8 чорна тура · a7 чорний пішак · b7 чорний пішак · c7 чорний пішак · d7 чорний кінь · e7 чорний слон · f7 чорний пішак · g7 чорний пішак · h7 чорний пішак · f6 чорний кінь · e5 чорний пішак · c4 білий слон · e4 білий пішак · c3 білий кінь · f3 білий кінь · a2 білий пішак · b2 білий пішак · c2 білий пішак · f2 білий пішак · g2 білий пішак · h2 білий пішак · a1 біла тура · c1 білий слон · d1 білий ферзь · e1 білий король · h1 біла тура | a8 чорна тура · c8 чорний слон · d8 чорний ферзь · e8 чорний король · h8 чорна тура · a7 чорний пішак · b7 чорний пішак · c7 чорний пішак · d7 чорний кінь · e7 чорний слон · f7 чорний пішак · g7 чорний пішак · h7 чорний пішак · f6 чорний кінь · e5 чорний пішак · c4 білий слон · e4 білий пішак · c3 білий кінь · f3 білий кінь · a2 білий пішак · b2 білий пішак · c2 білий пішак · f2 білий пішак · g2 білий пішак · h2 білий пішак · a1 біла тура · c1 білий слон · d1 білий ферзь · e1 білий король · h1 біла тура | a8 чорна тура · c8 чорний слон · d8 чорний ферзь · e8 чорний король · h8 чорна тура · a7 чорний пішак · b7 чорний пішак · c7 чорний пішак · d7 чорний кінь · e7 чорний слон · f7 чорний пішак · g7 чорний пішак · h7 чорний пішак · f6 чорний кінь · e5 чорний пішак · c4 білий слон · e4 білий пішак · c3 білий кінь · f3 білий кінь · a2 білий пішак · b2 білий пішак · c2 білий пішак · f2 білий пішак · g2 білий пішак · h2 білий пішак · a1 біла тура · c1 білий слон · d1 білий ферзь · e1 білий король · h1 біла тура | a8 чорна тура · c8 чорний слон · d8 чорний ферзь · e8 чорний король · h8 чорна тура · a7 чорний пішак · b7 чорний пішак · c7 чорний пішак · d7 чорний кінь · e7 чорний слон · f7 чорний пішак · g7 чорний пішак · h7 чорний пішак · f6 чорний кінь · e5 чорний пішак · c4 білий слон · e4 білий пішак · c3 білий кінь · f3 білий кінь · a2 білий пішак · b2 білий пішак · c2 білий пішак · f2 білий пішак · g2 білий пішак · h2 білий пішак · a1 біла тура · c1 білий слон · d1 білий ферзь · e1 білий король · h1 біла тура | a8 чорна тура · c8 чорний слон · d8 чорний ферзь · e8 чорний король · h8 чорна тура · a7 чорний пішак · b7 чорний пішак · c7 чорний пішак · d7 чорний кінь · e7 чорний слон · f7 чорний пішак · g7 чорний пішак · h7 чорний пішак · f6 чорний кінь · e5 чорний пішак · c4 білий слон · e4 білий пішак · c3 білий кінь · f3 білий кінь · a2 білий пішак · b2 білий пішак · c2 білий пішак · f2 білий пішак · g2 білий пішак · h2 білий пішак · a1 біла тура · c1 білий слон · d1 білий ферзь · e1 білий король · h1 біла тура | a8 чорна тура · c8 чорний слон · d8 чорний ферзь · e8 чорний король · h8 чорна тура · a7 чорний пішак · b7 чорний пішак · c7 чорний пішак · d7 чорний кінь · e7 чорний слон · f7 чорний пішак · g7 чорний пішак · h7 чорний пішак · f6 чорний кінь · e5 чорний пішак · c4 білий слон · e4 білий пішак · c3 білий кінь · f3 білий кінь · a2 білий пішак · b2 білий пішак · c2 білий пішак · f2 білий пішак · g2 білий пішак · h2 білий пішак · a1 біла тура · c1 білий слон · d1 білий ферзь · e1 білий король · h1 біла тура | a8 чорна тура · c8 чорний слон · d8 чорний ферзь · e8 чорний король · h8 чорна тура · a7 чорний пішак · b7 чорний пішак · c7 чорний пішак · d7 чорний кінь · e7 чорний слон · f7 чорний пішак · g7 чорний пішак · h7 чорний пішак · f6 чорний кінь · e5 чорний пішак · c4 білий слон · e4 білий пішак · c3 білий кінь · f3 білий кінь · a2 білий пішак · b2 білий пішак · c2 білий пішак · f2 білий пішак · g2 білий пішак · h2 білий пішак · a1 біла тура · c1 білий слон · d1 білий ферзь · e1 білий король · h1 біла тура | 7 |
| 6 | a8 чорна тура · c8 чорний слон · d8 чорний ферзь · e8 чорний король · h8 чорна тура · a7 чорний пішак · b7 чорний пішак · c7 чорний пішак · d7 чорний кінь · e7 чорний слон · f7 чорний пішак · g7 чорний пішак · h7 чорний пішак · f6 чорний кінь · e5 чорний пішак · c4 білий слон · e4 білий пішак · c3 білий кінь · f3 білий кінь · a2 білий пішак · b2 білий пішак · c2 білий пішак · f2 білий пішак · g2 білий пішак · h2 білий пішак · a1 біла тура · c1 білий слон · d1 білий ферзь · e1 білий король · h1 біла тура | a8 чорна тура · c8 чорний слон · d8 чорний ферзь · e8 чорний король · h8 чорна тура · a7 чорний пішак · b7 чорний пішак · c7 чорний пішак · d7 чорний кінь · e7 чорний слон · f7 чорний пішак · g7 чорний пішак · h7 чорний пішак · f6 чорний кінь · e5 чорний пішак · c4 білий слон · e4 білий пішак · c3 білий кінь · f3 білий кінь · a2 білий пішак · b2 білий пішак · c2 білий пішак · f2 білий пішак · g2 білий пішак · h2 білий пішак · a1 біла тура · c1 білий слон · d1 білий ферзь · e1 білий король · h1 біла тура | a8 чорна тура · c8 чорний слон · d8 чорний ферзь · e8 чорний король · h8 чорна тура · a7 чорний пішак · b7 чорний пішак · c7 чорний пішак · d7 чорний кінь · e7 чорний слон · f7 чорний пішак · g7 чорний пішак · h7 чорний пішак · f6 чорний кінь · e5 чорний пішак · c4 білий слон · e4 білий пішак · c3 білий кінь · f3 білий кінь · a2 білий пішак · b2 білий пішак · c2 білий пішак · f2 білий пішак · g2 білий пішак · h2 білий пішак · a1 біла тура · c1 білий слон · d1 білий ферзь · e1 білий король · h1 біла тура | a8 чорна тура · c8 чорний слон · d8 чорний ферзь · e8 чорний король · h8 чорна тура · a7 чорний пішак · b7 чорний пішак · c7 чорний пішак · d7 чорний кінь · e7 чорний слон · f7 чорний пішак · g7 чорний пішак · h7 чорний пішак · f6 чорний кінь · e5 чорний пішак · c4 білий слон · e4 білий пішак · c3 білий кінь · f3 білий кінь · a2 білий пішак · b2 білий пішак · c2 білий пішак · f2 білий пішак · g2 білий пішак · h2 білий пішак · a1 біла тура · c1 білий слон · d1 білий ферзь · e1 білий король · h1 біла тура | a8 чорна тура · c8 чорний слон · d8 чорний ферзь · e8 чорний король · h8 чорна тура · a7 чорний пішак · b7 чорний пішак · c7 чорний пішак · d7 чорний кінь · e7 чорний слон · f7 чорний пішак · g7 чорний пішак · h7 чорний пішак · f6 чорний кінь · e5 чорний пішак · c4 білий слон · e4 білий пішак · c3 білий кінь · f3 білий кінь · a2 білий пішак · b2 білий пішак · c2 білий пішак · f2 білий пішак · g2 білий пішак · h2 білий пішак · a1 біла тура · c1 білий слон · d1 білий ферзь · e1 білий король · h1 біла тура | a8 чорна тура · c8 чорний слон · d8 чорний ферзь · e8 чорний король · h8 чорна тура · a7 чорний пішак · b7 чорний пішак · c7 чорний пішак · d7 чорний кінь · e7 чорний слон · f7 чорний пішак · g7 чорний пішак · h7 чорний пішак · f6 чорний кінь · e5 чорний пішак · c4 білий слон · e4 білий пішак · c3 білий кінь · f3 білий кінь · a2 білий пішак · b2 білий пішак · c2 білий пішак · f2 білий пішак · g2 білий пішак · h2 білий пішак · a1 біла тура · c1 білий слон · d1 білий ферзь · e1 білий король · h1 біла тура | a8 чорна тура · c8 чорний слон · d8 чорний ферзь · e8 чорний король · h8 чорна тура · a7 чорний пішак · b7 чорний пішак · c7 чорний пішак · d7 чорний кінь · e7 чорний слон · f7 чорний пішак · g7 чорний пішак · h7 чорний пішак · f6 чорний кінь · e5 чорний пішак · c4 білий слон · e4 білий пішак · c3 білий кінь · f3 білий кінь · a2 білий пішак · b2 білий пішак · c2 білий пішак · f2 білий пішак · g2 білий пішак · h2 білий пішак · a1 біла тура · c1 білий слон · d1 білий ферзь · e1 білий король · h1 біла тура | a8 чорна тура · c8 чорний слон · d8 чорний ферзь · e8 чорний король · h8 чорна тура · a7 чорний пішак · b7 чорний пішак · c7 чорний пішак · d7 чорний кінь · e7 чорний слон · f7 чорний пішак · g7 чорний пішак · h7 чорний пішак · f6 чорний кінь · e5 чорний пішак · c4 білий слон · e4 білий пішак · c3 білий кінь · f3 білий кінь · a2 білий пішак · b2 білий пішак · c2 білий пішак · f2 білий пішак · g2 білий пішак · h2 білий пішак · a1 біла тура · c1 білий слон · d1 білий ферзь · e1 білий король · h1 біла тура | 6 |
| 5 | a8 чорна тура · c8 чорний слон · d8 чорний ферзь · e8 чорний король · h8 чорна тура · a7 чорний пішак · b7 чорний пішак · c7 чорний пішак · d7 чорний кінь · e7 чорний слон · f7 чорний пішак · g7 чорний пішак · h7 чорний пішак · f6 чорний кінь · e5 чорний пішак · c4 білий слон · e4 білий пішак · c3 білий кінь · f3 білий кінь · a2 білий пішак · b2 білий пішак · c2 білий пішак · f2 білий пішак · g2 білий пішак · h2 білий пішак · a1 біла тура · c1 білий слон · d1 білий ферзь · e1 білий король · h1 біла тура | a8 чорна тура · c8 чорний слон · d8 чорний ферзь · e8 чорний король · h8 чорна тура · a7 чорний пішак · b7 чорний пішак · c7 чорний пішак · d7 чорний кінь · e7 чорний слон · f7 чорний пішак · g7 чорний пішак · h7 чорний пішак · f6 чорний кінь · e5 чорний пішак · c4 білий слон · e4 білий пішак · c3 білий кінь · f3 білий кінь · a2 білий пішак · b2 білий пішак · c2 білий пішак · f2 білий пішак · g2 білий пішак · h2 білий пішак · a1 біла тура · c1 білий слон · d1 білий ферзь · e1 білий король · h1 біла тура | a8 чорна тура · c8 чорний слон · d8 чорний ферзь · e8 чорний король · h8 чорна тура · a7 чорний пішак · b7 чорний пішак · c7 чорний пішак · d7 чорний кінь · e7 чорний слон · f7 чорний пішак · g7 чорний пішак · h7 чорний пішак · f6 чорний кінь · e5 чорний пішак · c4 білий слон · e4 білий пішак · c3 білий кінь · f3 білий кінь · a2 білий пішак · b2 білий пішак · c2 білий пішак · f2 білий пішак · g2 білий пішак · h2 білий пішак · a1 біла тура · c1 білий слон · d1 білий ферзь · e1 білий король · h1 біла тура | a8 чорна тура · c8 чорний слон · d8 чорний ферзь · e8 чорний король · h8 чорна тура · a7 чорний пішак · b7 чорний пішак · c7 чорний пішак · d7 чорний кінь · e7 чорний слон · f7 чорний пішак · g7 чорний пішак · h7 чорний пішак · f6 чорний кінь · e5 чорний пішак · c4 білий слон · e4 білий пішак · c3 білий кінь · f3 білий кінь · a2 білий пішак · b2 білий пішак · c2 білий пішак · f2 білий пішак · g2 білий пішак · h2 білий пішак · a1 біла тура · c1 білий слон · d1 білий ферзь · e1 білий король · h1 біла тура | a8 чорна тура · c8 чорний слон · d8 чорний ферзь · e8 чорний король · h8 чорна тура · a7 чорний пішак · b7 чорний пішак · c7 чорний пішак · d7 чорний кінь · e7 чорний слон · f7 чорний пішак · g7 чорний пішак · h7 чорний пішак · f6 чорний кінь · e5 чорний пішак · c4 білий слон · e4 білий пішак · c3 білий кінь · f3 білий кінь · a2 білий пішак · b2 білий пішак · c2 білий пішак · f2 білий пішак · g2 білий пішак · h2 білий пішак · a1 біла тура · c1 білий слон · d1 білий ферзь · e1 білий король · h1 біла тура | a8 чорна тура · c8 чорний слон · d8 чорний ферзь · e8 чорний король · h8 чорна тура · a7 чорний пішак · b7 чорний пішак · c7 чорний пішак · d7 чорний кінь · e7 чорний слон · f7 чорний пішак · g7 чорний пішак · h7 чорний пішак · f6 чорний кінь · e5 чорний пішак · c4 білий слон · e4 білий пішак · c3 білий кінь · f3 білий кінь · a2 білий пішак · b2 білий пішак · c2 білий пішак · f2 білий пішак · g2 білий пішак · h2 білий пішак · a1 біла тура · c1 білий слон · d1 білий ферзь · e1 білий король · h1 біла тура | a8 чорна тура · c8 чорний слон · d8 чорний ферзь · e8 чорний король · h8 чорна тура · a7 чорний пішак · b7 чорний пішак · c7 чорний пішак · d7 чорний кінь · e7 чорний слон · f7 чорний пішак · g7 чорний пішак · h7 чорний пішак · f6 чорний кінь · e5 чорний пішак · c4 білий слон · e4 білий пішак · c3 білий кінь · f3 білий кінь · a2 білий пішак · b2 білий пішак · c2 білий пішак · f2 білий пішак · g2 білий пішак · h2 білий пішак · a1 біла тура · c1 білий слон · d1 білий ферзь · e1 білий король · h1 біла тура | a8 чорна тура · c8 чорний слон · d8 чорний ферзь · e8 чорний король · h8 чорна тура · a7 чорний пішак · b7 чорний пішак · c7 чорний пішак · d7 чорний кінь · e7 чорний слон · f7 чорний пішак · g7 чорний пішак · h7 чорний пішак · f6 чорний кінь · e5 чорний пішак · c4 білий слон · e4 білий пішак · c3 білий кінь · f3 білий кінь · a2 білий пішак · b2 білий пішак · c2 білий пішак · f2 білий пішак · g2 білий пішак · h2 білий пішак · a1 біла тура · c1 білий слон · d1 білий ферзь · e1 білий король · h1 біла тура | 5 |
| 4 | a8 чорна тура · c8 чорний слон · d8 чорний ферзь · e8 чорний король · h8 чорна тура · a7 чорний пішак · b7 чорний пішак · c7 чорний пішак · d7 чорний кінь · e7 чорний слон · f7 чорний пішак · g7 чорний пішак · h7 чорний пішак · f6 чорний кінь · e5 чорний пішак · c4 білий слон · e4 білий пішак · c3 білий кінь · f3 білий кінь · a2 білий пішак · b2 білий пішак · c2 білий пішак · f2 білий пішак · g2 білий пішак · h2 білий пішак · a1 біла тура · c1 білий слон · d1 білий ферзь · e1 білий король · h1 біла тура | a8 чорна тура · c8 чорний слон · d8 чорний ферзь · e8 чорний король · h8 чорна тура · a7 чорний пішак · b7 чорний пішак · c7 чорний пішак · d7 чорний кінь · e7 чорний слон · f7 чорний пішак · g7 чорний пішак · h7 чорний пішак · f6 чорний кінь · e5 чорний пішак · c4 білий слон · e4 білий пішак · c3 білий кінь · f3 білий кінь · a2 білий пішак · b2 білий пішак · c2 білий пішак · f2 білий пішак · g2 білий пішак · h2 білий пішак · a1 біла тура · c1 білий слон · d1 білий ферзь · e1 білий король · h1 біла тура | a8 чорна тура · c8 чорний слон · d8 чорний ферзь · e8 чорний король · h8 чорна тура · a7 чорний пішак · b7 чорний пішак · c7 чорний пішак · d7 чорний кінь · e7 чорний слон · f7 чорний пішак · g7 чорний пішак · h7 чорний пішак · f6 чорний кінь · e5 чорний пішак · c4 білий слон · e4 білий пішак · c3 білий кінь · f3 білий кінь · a2 білий пішак · b2 білий пішак · c2 білий пішак · f2 білий пішак · g2 білий пішак · h2 білий пішак · a1 біла тура · c1 білий слон · d1 білий ферзь · e1 білий король · h1 біла тура | a8 чорна тура · c8 чорний слон · d8 чорний ферзь · e8 чорний король · h8 чорна тура · a7 чорний пішак · b7 чорний пішак · c7 чорний пішак · d7 чорний кінь · e7 чорний слон · f7 чорний пішак · g7 чорний пішак · h7 чорний пішак · f6 чорний кінь · e5 чорний пішак · c4 білий слон · e4 білий пішак · c3 білий кінь · f3 білий кінь · a2 білий пішак · b2 білий пішак · c2 білий пішак · f2 білий пішак · g2 білий пішак · h2 білий пішак · a1 біла тура · c1 білий слон · d1 білий ферзь · e1 білий король · h1 біла тура | a8 чорна тура · c8 чорний слон · d8 чорний ферзь · e8 чорний король · h8 чорна тура · a7 чорний пішак · b7 чорний пішак · c7 чорний пішак · d7 чорний кінь · e7 чорний слон · f7 чорний пішак · g7 чорний пішак · h7 чорний пішак · f6 чорний кінь · e5 чорний пішак · c4 білий слон · e4 білий пішак · c3 білий кінь · f3 білий кінь · a2 білий пішак · b2 білий пішак · c2 білий пішак · f2 білий пішак · g2 білий пішак · h2 білий пішак · a1 біла тура · c1 білий слон · d1 білий ферзь · e1 білий король · h1 біла тура | a8 чорна тура · c8 чорний слон · d8 чорний ферзь · e8 чорний король · h8 чорна тура · a7 чорний пішак · b7 чорний пішак · c7 чорний пішак · d7 чорний кінь · e7 чорний слон · f7 чорний пішак · g7 чорний пішак · h7 чорний пішак · f6 чорний кінь · e5 чорний пішак · c4 білий слон · e4 білий пішак · c3 білий кінь · f3 білий кінь · a2 білий пішак · b2 білий пішак · c2 білий пішак · f2 білий пішак · g2 білий пішак · h2 білий пішак · a1 біла тура · c1 білий слон · d1 білий ферзь · e1 білий король · h1 біла тура | a8 чорна тура · c8 чорний слон · d8 чорний ферзь · e8 чорний король · h8 чорна тура · a7 чорний пішак · b7 чорний пішак · c7 чорний пішак · d7 чорний кінь · e7 чорний слон · f7 чорний пішак · g7 чорний пішак · h7 чорний пішак · f6 чорний кінь · e5 чорний пішак · c4 білий слон · e4 білий пішак · c3 білий кінь · f3 білий кінь · a2 білий пішак · b2 білий пішак · c2 білий пішак · f2 білий пішак · g2 білий пішак · h2 білий пішак · a1 біла тура · c1 білий слон · d1 білий ферзь · e1 білий король · h1 біла тура | a8 чорна тура · c8 чорний слон · d8 чорний ферзь · e8 чорний король · h8 чорна тура · a7 чорний пішак · b7 чорний пішак · c7 чорний пішак · d7 чорний кінь · e7 чорний слон · f7 чорний пішак · g7 чорний пішак · h7 чорний пішак · f6 чорний кінь · e5 чорний пішак · c4 білий слон · e4 білий пішак · c3 білий кінь · f3 білий кінь · a2 білий пішак · b2 білий пішак · c2 білий пішак · f2 білий пішак · g2 білий пішак · h2 білий пішак · a1 біла тура · c1 білий слон · d1 білий ферзь · e1 білий король · h1 біла тура | 4 |
| 3 | a8 чорна тура · c8 чорний слон · d8 чорний ферзь · e8 чорний король · h8 чорна тура · a7 чорний пішак · b7 чорний пішак · c7 чорний пішак · d7 чорний кінь · e7 чорний слон · f7 чорний пішак · g7 чорний пішак · h7 чорний пішак · f6 чорний кінь · e5 чорний пішак · c4 білий слон · e4 білий пішак · c3 білий кінь · f3 білий кінь · a2 білий пішак · b2 білий пішак · c2 білий пішак · f2 білий пішак · g2 білий пішак · h2 білий пішак · a1 біла тура · c1 білий слон · d1 білий ферзь · e1 білий король · h1 біла тура | a8 чорна тура · c8 чорний слон · d8 чорний ферзь · e8 чорний король · h8 чорна тура · a7 чорний пішак · b7 чорний пішак · c7 чорний пішак · d7 чорний кінь · e7 чорний слон · f7 чорний пішак · g7 чорний пішак · h7 чорний пішак · f6 чорний кінь · e5 чорний пішак · c4 білий слон · e4 білий пішак · c3 білий кінь · f3 білий кінь · a2 білий пішак · b2 білий пішак · c2 білий пішак · f2 білий пішак · g2 білий пішак · h2 білий пішак · a1 біла тура · c1 білий слон · d1 білий ферзь · e1 білий король · h1 біла тура | a8 чорна тура · c8 чорний слон · d8 чорний ферзь · e8 чорний король · h8 чорна тура · a7 чорний пішак · b7 чорний пішак · c7 чорний пішак · d7 чорний кінь · e7 чорний слон · f7 чорний пішак · g7 чорний пішак · h7 чорний пішак · f6 чорний кінь · e5 чорний пішак · c4 білий слон · e4 білий пішак · c3 білий кінь · f3 білий кінь · a2 білий пішак · b2 білий пішак · c2 білий пішак · f2 білий пішак · g2 білий пішак · h2 білий пішак · a1 біла тура · c1 білий слон · d1 білий ферзь · e1 білий король · h1 біла тура | a8 чорна тура · c8 чорний слон · d8 чорний ферзь · e8 чорний король · h8 чорна тура · a7 чорний пішак · b7 чорний пішак · c7 чорний пішак · d7 чорний кінь · e7 чорний слон · f7 чорний пішак · g7 чорний пішак · h7 чорний пішак · f6 чорний кінь · e5 чорний пішак · c4 білий слон · e4 білий пішак · c3 білий кінь · f3 білий кінь · a2 білий пішак · b2 білий пішак · c2 білий пішак · f2 білий пішак · g2 білий пішак · h2 білий пішак · a1 біла тура · c1 білий слон · d1 білий ферзь · e1 білий король · h1 біла тура | a8 чорна тура · c8 чорний слон · d8 чорний ферзь · e8 чорний король · h8 чорна тура · a7 чорний пішак · b7 чорний пішак · c7 чорний пішак · d7 чорний кінь · e7 чорний слон · f7 чорний пішак · g7 чорний пішак · h7 чорний пішак · f6 чорний кінь · e5 чорний пішак · c4 білий слон · e4 білий пішак · c3 білий кінь · f3 білий кінь · a2 білий пішак · b2 білий пішак · c2 білий пішак · f2 білий пішак · g2 білий пішак · h2 білий пішак · a1 біла тура · c1 білий слон · d1 білий ферзь · e1 білий король · h1 біла тура | a8 чорна тура · c8 чорний слон · d8 чорний ферзь · e8 чорний король · h8 чорна тура · a7 чорний пішак · b7 чорний пішак · c7 чорний пішак · d7 чорний кінь · e7 чорний слон · f7 чорний пішак · g7 чорний пішак · h7 чорний пішак · f6 чорний кінь · e5 чорний пішак · c4 білий слон · e4 білий пішак · c3 білий кінь · f3 білий кінь · a2 білий пішак · b2 білий пішак · c2 білий пішак · f2 білий пішак · g2 білий пішак · h2 білий пішак · a1 біла тура · c1 білий слон · d1 білий ферзь · e1 білий король · h1 біла тура | a8 чорна тура · c8 чорний слон · d8 чорний ферзь · e8 чорний король · h8 чорна тура · a7 чорний пішак · b7 чорний пішак · c7 чорний пішак · d7 чорний кінь · e7 чорний слон · f7 чорний пішак · g7 чорний пішак · h7 чорний пішак · f6 чорний кінь · e5 чорний пішак · c4 білий слон · e4 білий пішак · c3 білий кінь · f3 білий кінь · a2 білий пішак · b2 білий пішак · c2 білий пішак · f2 білий пішак · g2 білий пішак · h2 білий пішак · a1 біла тура · c1 білий слон · d1 білий ферзь · e1 білий король · h1 біла тура | a8 чорна тура · c8 чорний слон · d8 чорний ферзь · e8 чорний король · h8 чорна тура · a7 чорний пішак · b7 чорний пішак · c7 чорний пішак · d7 чорний кінь · e7 чорний слон · f7 чорний пішак · g7 чорний пішак · h7 чорний пішак · f6 чорний кінь · e5 чорний пішак · c4 білий слон · e4 білий пішак · c3 білий кінь · f3 білий кінь · a2 білий пішак · b2 білий пішак · c2 білий пішак · f2 білий пішак · g2 білий пішак · h2 білий пішак · a1 біла тура · c1 білий слон · d1 білий ферзь · e1 білий король · h1 біла тура | 3 |
| 2 | a8 чорна тура · c8 чорний слон · d8 чорний ферзь · e8 чорний король · h8 чорна тура · a7 чорний пішак · b7 чорний пішак · c7 чорний пішак · d7 чорний кінь · e7 чорний слон · f7 чорний пішак · g7 чорний пішак · h7 чорний пішак · f6 чорний кінь · e5 чорний пішак · c4 білий слон · e4 білий пішак · c3 білий кінь · f3 білий кінь · a2 білий пішак · b2 білий пішак · c2 білий пішак · f2 білий пішак · g2 білий пішак · h2 білий пішак · a1 біла тура · c1 білий слон · d1 білий ферзь · e1 білий король · h1 біла тура | a8 чорна тура · c8 чорний слон · d8 чорний ферзь · e8 чорний король · h8 чорна тура · a7 чорний пішак · b7 чорний пішак · c7 чорний пішак · d7 чорний кінь · e7 чорний слон · f7 чорний пішак · g7 чорний пішак · h7 чорний пішак · f6 чорний кінь · e5 чорний пішак · c4 білий слон · e4 білий пішак · c3 білий кінь · f3 білий кінь · a2 білий пішак · b2 білий пішак · c2 білий пішак · f2 білий пішак · g2 білий пішак · h2 білий пішак · a1 біла тура · c1 білий слон · d1 білий ферзь · e1 білий король · h1 біла тура | a8 чорна тура · c8 чорний слон · d8 чорний ферзь · e8 чорний король · h8 чорна тура · a7 чорний пішак · b7 чорний пішак · c7 чорний пішак · d7 чорний кінь · e7 чорний слон · f7 чорний пішак · g7 чорний пішак · h7 чорний пішак · f6 чорний кінь · e5 чорний пішак · c4 білий слон · e4 білий пішак · c3 білий кінь · f3 білий кінь · a2 білий пішак · b2 білий пішак · c2 білий пішак · f2 білий пішак · g2 білий пішак · h2 білий пішак · a1 біла тура · c1 білий слон · d1 білий ферзь · e1 білий король · h1 біла тура | a8 чорна тура · c8 чорний слон · d8 чорний ферзь · e8 чорний король · h8 чорна тура · a7 чорний пішак · b7 чорний пішак · c7 чорний пішак · d7 чорний кінь · e7 чорний слон · f7 чорний пішак · g7 чорний пішак · h7 чорний пішак · f6 чорний кінь · e5 чорний пішак · c4 білий слон · e4 білий пішак · c3 білий кінь · f3 білий кінь · a2 білий пішак · b2 білий пішак · c2 білий пішак · f2 білий пішак · g2 білий пішак · h2 білий пішак · a1 біла тура · c1 білий слон · d1 білий ферзь · e1 білий король · h1 біла тура | a8 чорна тура · c8 чорний слон · d8 чорний ферзь · e8 чорний король · h8 чорна тура · a7 чорний пішак · b7 чорний пішак · c7 чорний пішак · d7 чорний кінь · e7 чорний слон · f7 чорний пішак · g7 чорний пішак · h7 чорний пішак · f6 чорний кінь · e5 чорний пішак · c4 білий слон · e4 білий пішак · c3 білий кінь · f3 білий кінь · a2 білий пішак · b2 білий пішак · c2 білий пішак · f2 білий пішак · g2 білий пішак · h2 білий пішак · a1 біла тура · c1 білий слон · d1 білий ферзь · e1 білий король · h1 біла тура | a8 чорна тура · c8 чорний слон · d8 чорний ферзь · e8 чорний король · h8 чорна тура · a7 чорний пішак · b7 чорний пішак · c7 чорний пішак · d7 чорний кінь · e7 чорний слон · f7 чорний пішак · g7 чорний пішак · h7 чорний пішак · f6 чорний кінь · e5 чорний пішак · c4 білий слон · e4 білий пішак · c3 білий кінь · f3 білий кінь · a2 білий пішак · b2 білий пішак · c2 білий пішак · f2 білий пішак · g2 білий пішак · h2 білий пішак · a1 біла тура · c1 білий слон · d1 білий ферзь · e1 білий король · h1 біла тура | a8 чорна тура · c8 чорний слон · d8 чорний ферзь · e8 чорний король · h8 чорна тура · a7 чорний пішак · b7 чорний пішак · c7 чорний пішак · d7 чорний кінь · e7 чорний слон · f7 чорний пішак · g7 чорний пішак · h7 чорний пішак · f6 чорний кінь · e5 чорний пішак · c4 білий слон · e4 білий пішак · c3 білий кінь · f3 білий кінь · a2 білий пішак · b2 білий пішак · c2 білий пішак · f2 білий пішак · g2 білий пішак · h2 білий пішак · a1 біла тура · c1 білий слон · d1 білий ферзь · e1 білий король · h1 біла тура | a8 чорна тура · c8 чорний слон · d8 чорний ферзь · e8 чорний король · h8 чорна тура · a7 чорний пішак · b7 чорний пішак · c7 чорний пішак · d7 чорний кінь · e7 чорний слон · f7 чорний пішак · g7 чорний пішак · h7 чорний пішак · f6 чорний кінь · e5 чорний пішак · c4 білий слон · e4 білий пішак · c3 білий кінь · f3 білий кінь · a2 білий пішак · b2 білий пішак · c2 білий пішак · f2 білий пішак · g2 білий пішак · h2 білий пішак · a1 біла тура · c1 білий слон · d1 білий ферзь · e1 білий король · h1 біла тура | 2 |
| 1 | a8 чорна тура · c8 чорний слон · d8 чорний ферзь · e8 чорний король · h8 чорна тура · a7 чорний пішак · b7 чорний пішак · c7 чорний пішак · d7 чорний кінь · e7 чорний слон · f7 чорний пішак · g7 чорний пішак · h7 чорний пішак · f6 чорний кінь · e5 чорний пішак · c4 білий слон · e4 білий пішак · c3 білий кінь · f3 білий кінь · a2 білий пішак · b2 білий пішак · c2 білий пішак · f2 білий пішак · g2 білий пішак · h2 білий пішак · a1 біла тура · c1 білий слон · d1 білий ферзь · e1 білий король · h1 біла тура | a8 чорна тура · c8 чорний слон · d8 чорний ферзь · e8 чорний король · h8 чорна тура · a7 чорний пішак · b7 чорний пішак · c7 чорний пішак · d7 чорний кінь · e7 чорний слон · f7 чорний пішак · g7 чорний пішак · h7 чорний пішак · f6 чорний кінь · e5 чорний пішак · c4 білий слон · e4 білий пішак · c3 білий кінь · f3 білий кінь · a2 білий пішак · b2 білий пішак · c2 білий пішак · f2 білий пішак · g2 білий пішак · h2 білий пішак · a1 біла тура · c1 білий слон · d1 білий ферзь · e1 білий король · h1 біла тура | a8 чорна тура · c8 чорний слон · d8 чорний ферзь · e8 чорний король · h8 чорна тура · a7 чорний пішак · b7 чорний пішак · c7 чорний пішак · d7 чорний кінь · e7 чорний слон · f7 чорний пішак · g7 чорний пішак · h7 чорний пішак · f6 чорний кінь · e5 чорний пішак · c4 білий слон · e4 білий пішак · c3 білий кінь · f3 білий кінь · a2 білий пішак · b2 білий пішак · c2 білий пішак · f2 білий пішак · g2 білий пішак · h2 білий пішак · a1 біла тура · c1 білий слон · d1 білий ферзь · e1 білий король · h1 біла тура | a8 чорна тура · c8 чорний слон · d8 чорний ферзь · e8 чорний король · h8 чорна тура · a7 чорний пішак · b7 чорний пішак · c7 чорний пішак · d7 чорний кінь · e7 чорний слон · f7 чорний пішак · g7 чорний пішак · h7 чорний пішак · f6 чорний кінь · e5 чорний пішак · c4 білий слон · e4 білий пішак · c3 білий кінь · f3 білий кінь · a2 білий пішак · b2 білий пішак · c2 білий пішак · f2 білий пішак · g2 білий пішак · h2 білий пішак · a1 біла тура · c1 білий слон · d1 білий ферзь · e1 білий король · h1 біла тура | a8 чорна тура · c8 чорний слон · d8 чорний ферзь · e8 чорний король · h8 чорна тура · a7 чорний пішак · b7 чорний пішак · c7 чорний пішак · d7 чорний кінь · e7 чорний слон · f7 чорний пішак · g7 чорний пішак · h7 чорний пішак · f6 чорний кінь · e5 чорний пішак · c4 білий слон · e4 білий пішак · c3 білий кінь · f3 білий кінь · a2 білий пішак · b2 білий пішак · c2 білий пішак · f2 білий пішак · g2 білий пішак · h2 білий пішак · a1 біла тура · c1 білий слон · d1 білий ферзь · e1 білий король · h1 біла тура | a8 чорна тура · c8 чорний слон · d8 чорний ферзь · e8 чорний король · h8 чорна тура · a7 чорний пішак · b7 чорний пішак · c7 чорний пішак · d7 чорний кінь · e7 чорний слон · f7 чорний пішак · g7 чорний пішак · h7 чорний пішак · f6 чорний кінь · e5 чорний пішак · c4 білий слон · e4 білий пішак · c3 білий кінь · f3 білий кінь · a2 білий пішак · b2 білий пішак · c2 білий пішак · f2 білий пішак · g2 білий пішак · h2 білий пішак · a1 біла тура · c1 білий слон · d1 білий ферзь · e1 білий король · h1 біла тура | a8 чорна тура · c8 чорний слон · d8 чорний ферзь · e8 чорний король · h8 чорна тура · a7 чорний пішак · b7 чорний пішак · c7 чорний пішак · d7 чорний кінь · e7 чорний слон · f7 чорний пішак · g7 чорний пішак · h7 чорний пішак · f6 чорний кінь · e5 чорний пішак · c4 білий слон · e4 білий пішак · c3 білий кінь · f3 білий кінь · a2 білий пішак · b2 білий пішак · c2 білий пішак · f2 білий пішак · g2 білий пішак · h2 білий пішак · a1 біла тура · c1 білий слон · d1 білий ферзь · e1 білий король · h1 біла тура | a8 чорна тура · c8 чорний слон · d8 чорний ферзь · e8 чорний король · h8 чорна тура · a7 чорний пішак · b7 чорний пішак · c7 чорний пішак · d7 чорний кінь · e7 чорний слон · f7 чорний пішак · g7 чорний пішак · h7 чорний пішак · f6 чорний кінь · e5 чорний пішак · c4 білий слон · e4 білий пішак · c3 білий кінь · f3 білий кінь · a2 білий пішак · b2 білий пішак · c2 білий пішак · f2 білий пішак · g2 білий пішак · h2 білий пішак · a1 біла тура · c1 білий слон · d1 білий ферзь · e1 білий король · h1 біла тура | 1 |
|   | a | b | c | d | e | f | g | h |   |

Фінальний турнір на першість УРСР відбувся у червні—липні 1951 року за участі 15 шахісток (планувалось провести фінал 5—30 травня, але він був перенесений).

Перші тури дали ряд несподіваних результатів. Чемпіонка центральної ради «Іскри» Антоніна Вітковська (Вінниця) програла киянкам Тамарі Добровольській і Тетяні Махині, одеситка Берта Корсунська — чемпіонці Києва Любов Коган. Після трьох турів лідерами стали киянки Махиня і Коган. Вони зустрілись у четвертому турі. Коган зуміла захопити ініціативу і навіть виграла пішака, але Махиня точною грою в ендшпілі зрівняла становище, партія завершилась нічиєю. У п'ятому турі обидві шахістки здобули по перемозі — Махиня виграла у киянки Єлизавети П'ятової, Коган — у Рубінчик. Після 5 турів, обидві киянки мали по 3 очка і по одній відкладеній партії.
У шостому турі найбільш захоплюючою були зустріч киянок Махині і Рубінчик. Після 6-го ходу чорних (Рубінчик) створилася така позиція (див. діаграму). Далі Махиня здійснила сміливу жертву фігури: 7.С: f7+ Кр: f7 8.Kg5+ Крg6 9.Ke6 Фg8 10.K: c7 Лb8 і т. д. Білі дістали чудову позицію і послідовною атакою на короля чорних швидко домоглись перемоги.
У 9-му турі лідер турніру Махиня потрапила в скрутне становище. Граючи з Малиновою, вона неточно розіграла туровий ендшпіль і на 70-му ході припинила опір. Поразка Махині дозволила Любов Коган наздогнати лідера. У 10-му турі вони обидві виграли свої партії: Коган — у Егельської (Київ), Махиня — у Попович (Львів). У 11 турі Коган не грала, а Махиня швидко погодилася на нічию з Русинкевич (Сталіно). Киянка Малинова здобула важливу перемогу над Корсунською. Після 11 турів лідирували Махиня та Коган, які мали по 7 очок з 10 можливих.
Після 13 турів в активі лідерок турніру було по 8½ очок з 12 можливих. В останніх двох турах Коган треба було зіграти з Малиновою і П'ятовою, Махині лишались зустрічі з Вайсберг і Добровольською. Як виявилось, Коган зі своїми завданнями впоралась краще: вона сильно і енергійно провела ці партії і перемогла обох суперниць. Махиня задовільнилась двома нічиїми.
Отже, перше місце з чудовим спортивним результатом — 10½ очка з 14 можливих (+7-0=7) і почесне звання чемпіонки України здобула інженер київського заводу «Червоний ескаватор» Любов Коган. Переможниця втретє поспіль виграла першість України. Друге та третє місця розділили Тетяна Махиня і Берта Вайсберг (по 9½). За результатами цього турніру Махиня отримала перший розряд. Також слід зауважити, що, крім переможниці чемпіонату, Вайсберг — єдина з учасниць, яка не зазнала жодної поразки.

На турнірі було зіграно 101 партію, з яких 58 закінчилися перемогою однієї зі сторін (57,4 %), а 43 партії завершилися внічию. В чотирьох партіях була зарахована технічна перемога (поразка).

## Турнірна таблиця
| №  | Учасник                 | Місто    | 1 | 2 | 3 | 4 | 5 | 6 | 7 | 8 | 9 | 10 | 11 | 12 | 13 | 14 | 15 |  | + | −  | =  | Очки | Місце |
| -- | ----------------------- | -------- | - | - | - | - | - | - | - | - | - | -- | -- | -- | -- | -- | -- |  | - | -- | -- | ---- | ----- |
| 1  | Любов Коган             | Київ     |   | ½ | ½ | ½ | 1 | ½ | 1 | 1 | ½ | ½  | 1  | 1  | 1  | ½  | 1  |  | 7 | 0  | 7  | 10½  | Gold  |
| 2  | Тетяна Махиня (Крюкова) | Київ     | ½ |   | ½ | ½ | 0 | ½ | 1 | ½ | 1 | ½  | 1  | 1  | 1  | 1  | ½  |  | 6 | 1  | 7  | 9½   | —3    |
| 3  | Берта Вайсберг          | Київ     | ½ | ½ |   | ½ | ½ | ½ | ½ | ½ | 1 | ½  | ½  | 1  | 1  | +  | 1  |  | 5 | 0  | 9  | 9½   | —3    |
| 4  | Ніна Русинкевич         | Сталіно  | ½ | ½ | ½ |   | ½ | ½ | ½ | ½ | ½ | 1  | 0  | ½  | 1  | ½  | 1  |  | 3 | 1  | 10 | 8    | 4—7   |
| 5  | Олена Малинова          | Київ     | 0 | 1 | ½ | ½ |   | 1 | 0 | 0 | ½ | ½  | 1  | 1  | 0  | 1  | 1  |  | 6 | 4  | 4  | 8    | 4—7   |
| 6  | Тамара Добровольська    | Київ     | ½ | ½ | ½ | ½ | 0 |   | 0 | ½ | 1 | 0  | 1  | 1  | ½  | 1  | 1  |  | 5 | 3  | 6  | 8    | 4—7   |
| 7  | Алла Рубінчик           | Київ     | 0 | 0 | ½ | ½ | 1 | 1 |   | 0 | ½ | 1  | 0  | 1  | 1  | ½  | 1  |  | 6 | 4  | 4  | 8    | 4—7   |
| 8  | Естер Гольдберг         | Київ     | 0 | ½ | ½ | ½ | 1 | ½ | 1 |   | 0 | ½  | ½  | 0  | 1  | ½  | 1  |  | 4 | 3  | 7  | 7½   | 8—9   |
| 9  | Антоніна Вітковська     | Вінниця  | ½ | 0 | 0 | ½ | ½ | 0 | ½ | 1 |   | ½  | ½  | ½  | 1  | 1  | 1  |  | 4 | 3  | 7  | 7½   | 8—9   |
| 10 | Ганна Поліщук           | Ужгород  | ½ | ½ | ½ | 0 | ½ | 1 | 0 | ½ | ½ |    | ½  | ½  | 0  | +  | 1  |  | 3 | 3  | 8  | 7    | 10—11 |
| 11 | Єлизавета Пятова        | Київ     | 0 | 0 | ½ | 1 | 0 | 0 | 1 | ½ | ½ | ½  |    | ½  | 1  | +  | ½  |  | 4 | 4  | 6  | 7    | 10—11 |
| 12 | Берта Корсунська        | Одеса    | 0 | 0 | 0 | ½ | 0 | 0 | 0 | 1 | ½ | ½  | ½  |    | 0  | 1  | 1  |  | 3 | 7  | 4  | 5    | 12    |
| 13 | В. Куксова              | Чернівці | 0 | 0 | 0 | 0 | 1 | ½ | 0 | 0 | 0 | 1  | 0  | 1  |    | 0  | 0  |  | 3 | 10 | 1  | 3½   | 13    |
| 14 | Венера Попович          | Львів    | ½ | 0 | - | ½ | 0 | 0 | ½ | ½ | 0 | -  | -  | 0  | 1  |    | -  |  | 1 | 9  | 4  | 3    | 14—15 |
| 15 | Софія Егельська         | Київ     | 0 | ½ | 0 | 0 | 0 | 0 | 0 | 0 | 0 | 0  | ½  | 0  | 1  | +  |    |  | 2 | 10 | 2  | 3    | 14—15 |